# أدريان بولت
أدريان بولت (بالإنجليزية: Adrian Boult)‏ (و. 1889 – 1983 م) هو قائد أوركسترا، وكاتب سير ذاتية  بريطاني، ولد في تشستر، توفي في لندن، عن عمر يناهز 94 عاماً.

## التعليم
تعلم في مدرسة وستمنستر منذ 1901، وتعلم في كنيسة المسيح، أكسفورد، وتعلم في جامعة الموسيقى والمسرح في لايبزيغ ‏
.

## جوائز
حصل على جوائز منها:
- الدكتوراه الفخرية من الكلية الملكية للموسيقى ‏ في 1982[12]
- Royal Philharmonic Society Gold Medal  [لغات أخرى]‏ في 1944
- لقب فارس

## وصلات خارجية
- أدريان بولت في قاعدة بيانات الأفلام على الإنترنت